# 부동산 중개업자
부동산 중개업자(不動産 仲介業者, real estate agent) 또는 부동산 중개사는 토지, 건축물 그 밖의 토지의 정착물 등의 중개대상물에 대하여 중개대상물에 대하여 거래당사자간의 매매ㆍ교환ㆍ임대차 그 밖의 권리의 득실변경에 관한 행위를 알선하는 사람을 말한다.

## 대한민국
공인중개사 2인 이상이 설립하는 '법인', 공인중개사 자격시험에 합격 후 중개업 허가를 받은 '공인중개사', 그리고 공인중개사 도입 이전 복덕방 종사자들이 기득권을 인정받은 '부동산 중개인' 등 세 종류로 구분된다.
법인과 공인중개사는 전국을 대상으로 영업할 수 있으나, 부동산 중개인은 영업소가 있는 시·군·구의 관할구역 안에 있는 중개대상물에 한하여 중개행위를 할 수 있다.

## 일본
일본은 1958년에 당시 건설성 (현 국토교통성)이 택지 건물의 공정한 거래를 하는 것을 목적으로 택지건물거래사 자격 제도를 만들었다.
택지 건물 거래사 제도는 고액의 권리 관계가 복잡한 부동산 거래를 취급 택지 건물 거래업자에 대한 국가의 법 (택지 건물 거래 업법)에 근거하여 실시하는 국가 시험에 합격하고 부동산 관련 전문 지식이 있는 택지 건물 거래 전문가를 뽑고 중요 사항 설명의 의무를 부과하는 것으로, 이를 통해 지식이 부족한 구매자 등이 거래상의 과실에 의해 뜻하지 않은 손해를 보는 것을 방지하기 것을 목적으로 하고 있다. 그 때문에, 택지 건물 거래업자는 항상 거래에 택지 건물 거래 전문가를 참여시켜 책임 소재를 분명히 하고 구매자로부터 설명을 요구했을 때, 언제라도 적절한 설명을 할 수 있게, 공정한 거래를 성립시키기 위해 노력하여야 한다.

## 같이 보기
- 부동산 매매종결
- 중개의뢰계약
- 부동산 개발업자